# GAZ (entreprise)
Pour les articles homonymes, voir Gaz (homonymie).
Gorkovski Avtomobilny Zavod (en russe : Горьковский автомобильный завод, c'est-à-dire « Usine d'automobiles de Gorki »), connu sous son acronyme GAZ est une entreprise russe de construction automobile. Elle est également connue sous son ancien nom d'AvtoGAZ (en russe : АвтоГАЗ, soit « AutoGAZ »). Ses automobiles sont un symbole de la période soviétique.
L'entreprise doit son nom à la ville de Gorki — aujourd'hui la ville a repris son nom d'origine Nijni Novgorod — dans laquelle est implantée la majeure partie de ses centres de production qui en font un des plus importants conglomérats militaro-industriels du pays dans lequel les voitures particulières en sont la portion congrue. Le logo de la marque est un cerf, animal représenté sur les armoiries de la ville.
Deuxième constructeur automobile national après AvtoVAZ (marque Lada) fondé en 1966, GAZ reste un constructeur généraliste de petite taille à l'échelle mondiale. Il se classe selon l'Organisation internationale des constructeurs automobiles (OICA) au 29e rang mondial en 2006, derrière le chinois Harbin, et devant le suédois AB Volvo. Sa part de marché mondial est de 0,35 %, tandis que son compatriote Lada-AvtoVAZ en détient 1,12 %.
Sur le marché russe, GAZ est le premier constructeur de camions devant KamAZ, il est également leader pour la production de bus. C'est le deuxième constructeur russe de véhicules de tourisme après AvtoVAZ (qui fabrique les Lada). C'est également un fabricant important de gros moteurs diesel destinés en partie aux autres constructeurs russes et de véhicules militaires légers. Depuis quelques années, les véhicules utilitaires sont devenus le produit phare du constructeur.
Dans le domaine des voitures de tourisme, GAZ produit, selon les standards internationaux, des véhicules de moyenne gamme. En s'associant avec des fabricants étrangers en particulier Chrysler, il tente de se maintenir sur ce segment de marché, devenu très concurrentiel avec l'implantation des grands groupes automobiles mondiaux en Russie et l'importation de voitures d'occasion venues d'Europe de l’Ouest et du Japon. Sa production de camions et de bus bénéficie d'une bonne réputation, en particulier sur le plan de la robustesse et de la fiabilité, ce qui n'est pas le cas de ses voitures.

## Identité

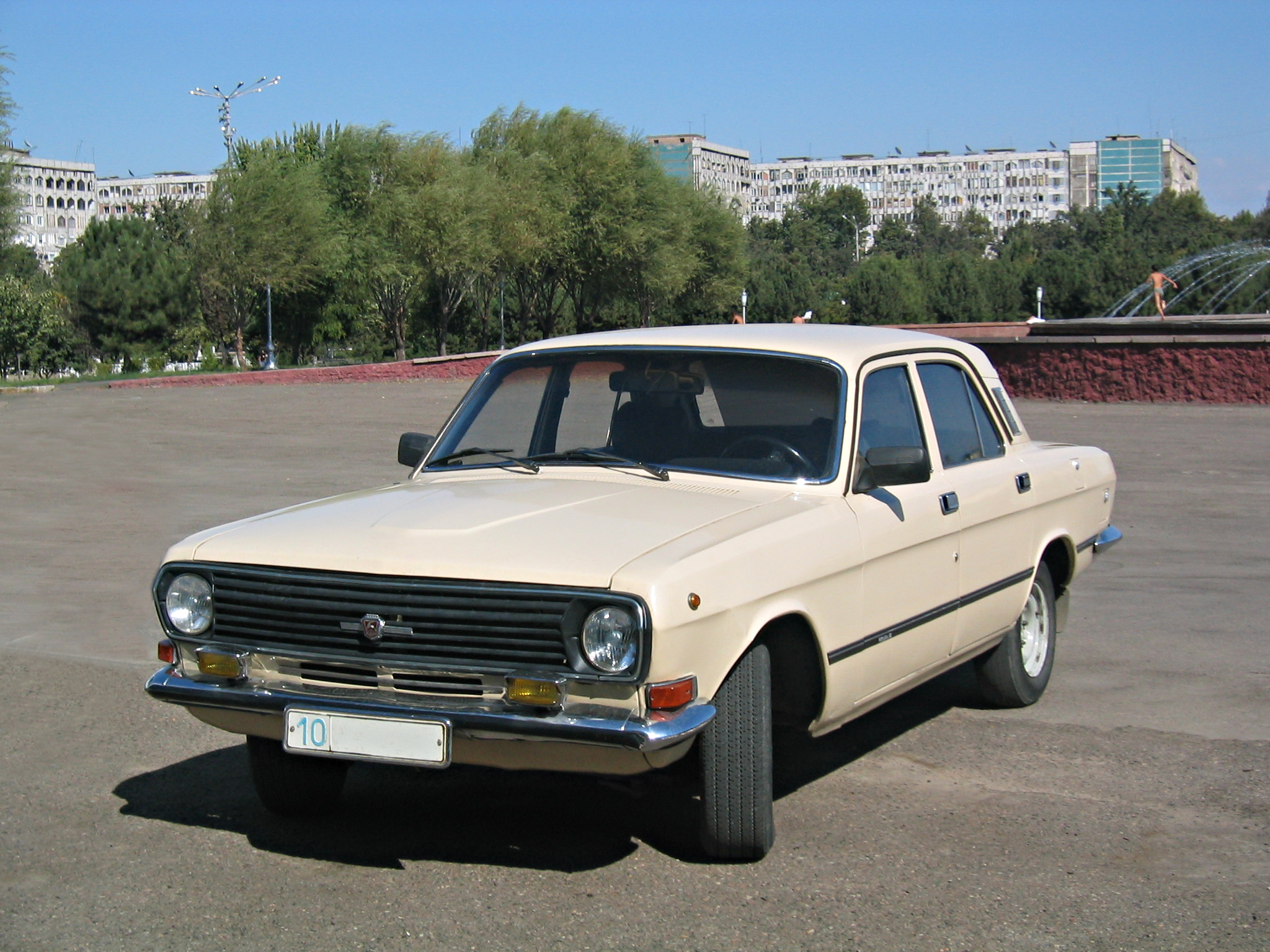
La Volga, dans sa nouvelle carrosserie de 1968, voiture de la nomenklatura soviétique

### Positionnement
GAZ a été orienté pour être un constructeur de véhicules de moyenne gamme, car l'URSS, puis la Russie (hormis constructeurs étrangers implantés sur son sol), disposait déjà de constructeurs de prestige, comme le fabricant de limousines ZIL, puis d'entrée de gamme à partir de 1966 avec AvtoVAZ. Le terme « moyenne gamme » correspond aux critères occidentaux, car dans le monde socialiste, GAZ était considée comme la « Mercedes-Benz des pays de l'Est ». Les voitures GAZ sont donc d'un gabarit et d'une puissance supérieurs aux autres automobiles soviétiques, mais ses limousines sont moins prestigieuses que les ZIL.
Il a notamment produit les célèbres Volga (en russe : Волга), voiture de la nomenklatura soviétique, du nom du fleuve qui traverse Gorki, ainsi que la camionnette et le fourgon Sobol (en russe : Соболь) décliné sous de multiples formes. GAZ est également un constructeur de camions et de bus.

### GAZ en Russie et dans le monde
GAZ est l'un des rares constructeurs de l'ex-Union soviétique à avoir survécu à l'ouverture du marché automobile, à l'importation d'Occident et du Japon des véhicules d'occasion puis à l'implantation des sociétés étrangères sur le territoire russe. Longtemps 2e constructeur national, il a failli passer de la 2e à la 3e place, en concurrence avec le constructeur Ish, pour confirmer finalement son rang devant UAZ cette fois-ci, mais en étant affaibli. L'entreprise a pu perdurer grâce à des prix imbattables pour les catégories de véhicules où elle est présente, et à une robustesse connue des acheteurs russes. Ces deux avantages ont compensé et compensent toujours le manque d'évolution technologique et le renouvellement des modèles.
L'ensemble de la production automobile (voitures, camions, bus, etc.) de GAZ Group s'élève à 244 287 unités en 2006, chiffre en progression mais qui rattrape seulement le niveau de l'an 2000. Si la part de marché des automobiles GAZ en Russie est faible, celle concernant les camions est de 56 % et celle des bus de 80 %.
En effet, tout comme l'ensemble de la filière russe, la production globale se maintient grâce aux poids lourds, mais décline pour les véhicules de tourisme (exception faite d'AvtoVAZ, passant 125 400 en 2000, à 70 188 voitures en 2004, et à 51 108 en 2006, illustrant ses difficultés, alors que le marché des véhicules particuliers progresse de 10 % en 2005. Durant la même période, 2000-2006, la production mondiale de l'allemand Porsche, qui est pourtant un petit constructeur, est passée de 55 050 unités à 102 602. La baisse continue de sa production d'une part, et d'autre part la hausse constante d'automobiles assemblées en Russie (grâce aux industriels étrangers essentiellement), font que GAZ pèse seulement 4,3 % de la production de voitures particulières en Russie. La société tend donc à se marginaliser sur son marché domestique.
Ce sont les activités d'utilitaires légers, avec 165 128 camionnettes, et l'ensemble des poids lourds, avec 57 888 unités, et dans une moindre mesure les moteurs, qui compensent la sous-performance sur le marché des voitures particulières. La première jouit d'une absence concurrence de la part des autres assembleurs russes et d'un prix deux à trois fois inférieurs par rapport aux produits étrangers. Alors que la seconde est la plus profitable. Ces véhicules sont ceux de GAZ Group qui s'exportent le mieux : ils sont le fer de lance de l'entreprise, sur lesquels les plans de croissance et d'expansion reposent à moyen terme.
|      | Voitures | Bus    | Camionnettes | Camions | Moteurs | Autres |
| ---- | -------- | ------ | ------------ | ------- | ------- | ------ |
| 2006 | 51 108   | 22 723 | 165 128      | 37 165  | 63 188  | 3 608  |
| 2005 | 55 058   | 18 736 | 141 497      | 30 316  | 60 617  | 2 536  |
| 2004 | 70 188   | 16 121 | 141 549      | 27 002  | 58 195  | 2 260  |

Toute chose égale par ailleurs, l'ensemble GAZ Group emploie près de 110 700 personnes, soit 14,5 % de la main d'œuvre de l'industrie automobile russe (en 2004), ce qui tranche avec sa part de marché, plus de trois fois inférieure.

### Structure de GAZ Group
Depuis 2001, GAZ devient la propriété du conglomérat SibAl, puisque RusPromAvto (en russe : РусПромАвто), actionnaire de l'entreprise de Nijni Novgorod à 60 %, est acheté fin 2000 par le géant de l'aluminium. RusPromAvto devient le pôle automobile, rassemblant tous les acteurs du secteur possédés anciennement par GAZ d'une part et SibAl d'autre part, tant les véhicules légers que lourds. Le holding est rebaptisée GAZ Group en 2005, et SibAl renforce son poids dans l'actionnariat, le portant à 75 % de l'ensemble. 20 % du capital est coté à la Bourse de Moscou.
Le manufacturier est inclus dans Rousskye Makina (en russe : Русские Макина), le pôle mécanique de SibAl, aux côtés des ensembles ferroviaire et aéronautique. Il se trouve ainsi au cœur d'un groupe dont les activités sont complémentaires les unes avec les autres, tant pour la fourniture de matières premières, que pour les débouchés technologiques et leurs multiples usages (pour la motorisation par exemple, entre automobile et aéronautique).
L'intérêt pour SibAl d'acquérir ce constructeur automobile était, outre une éventuelle diversification, de s'assurer un débouché supplémentaire pour sa production d'aluminium, dont il est le leader mondial, notamment avec sa filiale RusAl. Vendant la moitié de son aluminium dans son pays, SibAl compte sur le renouvellement automobile russe pour écouler sa matière, en particulier sur le marché des bus, que GAZ détient à 80 %. GAZ, en difficulté, trouvait ainsi un partenaire fiable pour financer son développement et son renouvellement.
GAZ Group est à la fois le constructeur de voitures et camions GAZ, mais également un holding automobile rassemblant 18 filiales intégrées et opérant parfois comme fournisseurs ou sous-traitants du constructeur GAZ. Elles relèvent de la construction de véhicules utilitaires légers, de bus, de moteurs, d'engins de construction, etc.
Avant le rachat par SibAl, la société GAZ correspondait au seul constructeur automobile, qu'on distingue grâce à l'ajout du préfixe AvtoGAZ.
| Compagnie | Capital détenu | Activité      |
| --------- | -------------- | ------------- |
| GolAZ     | 100 %          | Bus           |
| LiAZ      | 100 %          | Bus           |
| KAVZ      | 100 %          | Bus           |
| LDV       | 100 %          | Vans          |
| KAZ       | 89,60 %        | Camions       |
| PAZ       | 76,76 %        | Bus           |
| YaZDA     | 66,60 %        | Moteurs       |
| YaZTA     | 64,60 %        | Transmissions |
| Avtodizel | 48,68 %        | Moteurs       |
| UralAZ    | ?              | Camions       |

### Activités
Le groupe GAZ a réalisé un chiffre d'affaires de 118,79 milliards de roubles en 2006, soit 3,4 milliards d'euros, en hausse de 25,6 % par rapport à 2005. 80 % du chiffre d'affaires est réalisé en Russie. Son profit se situe à 6 milliards de roubles en 2006, soit 172,9 millions d'euros, en progression de 94,5 % par rapport à l'année précédente.
Sa marge nette par rapport au chiffre d'affaires, selon les normes comptables IFRS, est de 6,1 % en 2006. Comparé autres acteurs mondiaux de l'industrie automobile, ce chiffre est élevé : dans le même temps, la marge du français Renault est 2,56 %, et celle de PSA de 2 %. Par activité, la plus profitable est la fabrication de moteurs, avec une marge brute en 2005 de 25,1 %, suivie de la division bus avec 21,2 %, et l'ensemble voitures, camionnettes, et camions, 14 %. Cette absence de distinction du dernier ensemble dans la présentation des comptes laisse supposer que l'activité voitures est financièrement nettement moins dynamique que les camionnettes et les camions (ce qui est le cas pour la production).
| Voitures | Bus    | Camionnettes | Camion | Moteurs | Autres |
| -------- | ------ | ------------ | ------ | ------- | ------ |
| 11,1 %   | 13,5 % | 34,6 %       | 7,8 %  | 16,1 %  | 16,9 % |

Sur le plan boursier, GAZ fait partie du RTS-2, le second indice de la Bourse de Moscou. Il s'y situe à la 18e place, après le groupe de transport Fesco, et devant le groupe agricole Razgulay, et pèse 1,75 % de l'ensemble de l'indice. Enfin, au sein de l'indice RTS-Industrial, sur 10 valeurs industrielles, GAZ y pèse 16,6 % et y occupe le 2e rang, toujours derrière AvtoVAZ, et devant l'avionneur Irkout.
L'action GAZ (code : GAZA) a coté 135 dollars le 7 septembre 2007, ce qui valorise théoriquement l'entreprise à 2,5 milliards de dollars, soit 1,8 milliard d'euros. Un an auparavant, l'action valait 75 dollars, soit une hausse du cours en un an de 80 % ! Cette augmentation de la valeur de GAZ est spectaculaire par rapport au RTSI, l'indice de référence de la Bourse de Moscou qui a progressé dans le même temps de 19,5 %, et au RTS-2, auquel l'entreprise appartient, qui a augmenté de 33,5 %.
Par ailleurs, l'établissement s'est engagé à verser en 2007 un dividende de 42,3 roubles à ses actionnaires, soit 1,20 euro. En 2006, le montant du dividende était de 38,4 roubles, soit 1,11 euro, ce qui correspond à une distribution des bénéfices de 11,9 % par action.
Enfin, la dette s'aggrave, passant de 424,8 millions d'euros en 2005, à 602 millions en 2006, soit une hausse de l'endettement de 41,7 % en un an.

### Nijni Novgorod et GAZ Group

Nouveau logo de la marque automobile GAZ.

Comme la plupart des constructeurs automobiles soviétiques, le nom est un acronyme formé d'initiales dans lesquelles figure presque toujours la lettre "Z" (pour Zavod : Usine, en russe). Le nom GAZ fait référence à sa première lettre au nom de la ville où se situe l'entreprise ou à un personnage célèbre, suivi de "AZ" (pour Automobilny Zavod : Usine d'Automobiles, en russe). Ici, le « G » correspond à l'écrivain soviétique Maxime Gorki et à la ville de Nijni Novgorod rebaptisée Gorki en son honneur en 1932, année de son décès. Lorsque la cité retrouve son nom d'origine en 1991, après la dislocation de l'Union soviétique, GAZ étant une marque bien ancrée, l'usine n'est pas rebaptisée et le nom de Gorki maintenu. Un changement de nom aurait pu sembler logique, puisque le constructeur ZIS a été rebaptisé ZIL durant la déstalinisation.
Les liens de l'entreprise avec la ville de Nijni Novgorod vont bien au-delà du logo de la marque, identique à la cité. Au regard de son importance, GAZ est le véritable symbole de l'industrie locale, puisque l'ensemble du groupe (y compris ses filiales) constitue à lui seul 69 % de l'activité industrielle de la ville ; sachant que 40 % des recettes proviennent de l'industrie, qui emploie 35 % de la main d'œuvre locale.
GAZ est l'un des principaux importateurs et exportateurs de la ville. Entreprise de premier plan, elle contribue à faire de la 4e ville russe et sa région la « capitale » russe de la production de bus et de poids lourds.
GAZ nécessite des infrastructures lourdes et spécifiques puisque parmi les 7 centrales électriques de la ville, une, thermique, est détenue en propre par le constructeur.

## Histoire de la compagnie

### Avant la Seconde Guerre mondiale

#### Naissance grâce à la volonté politique et industrielle

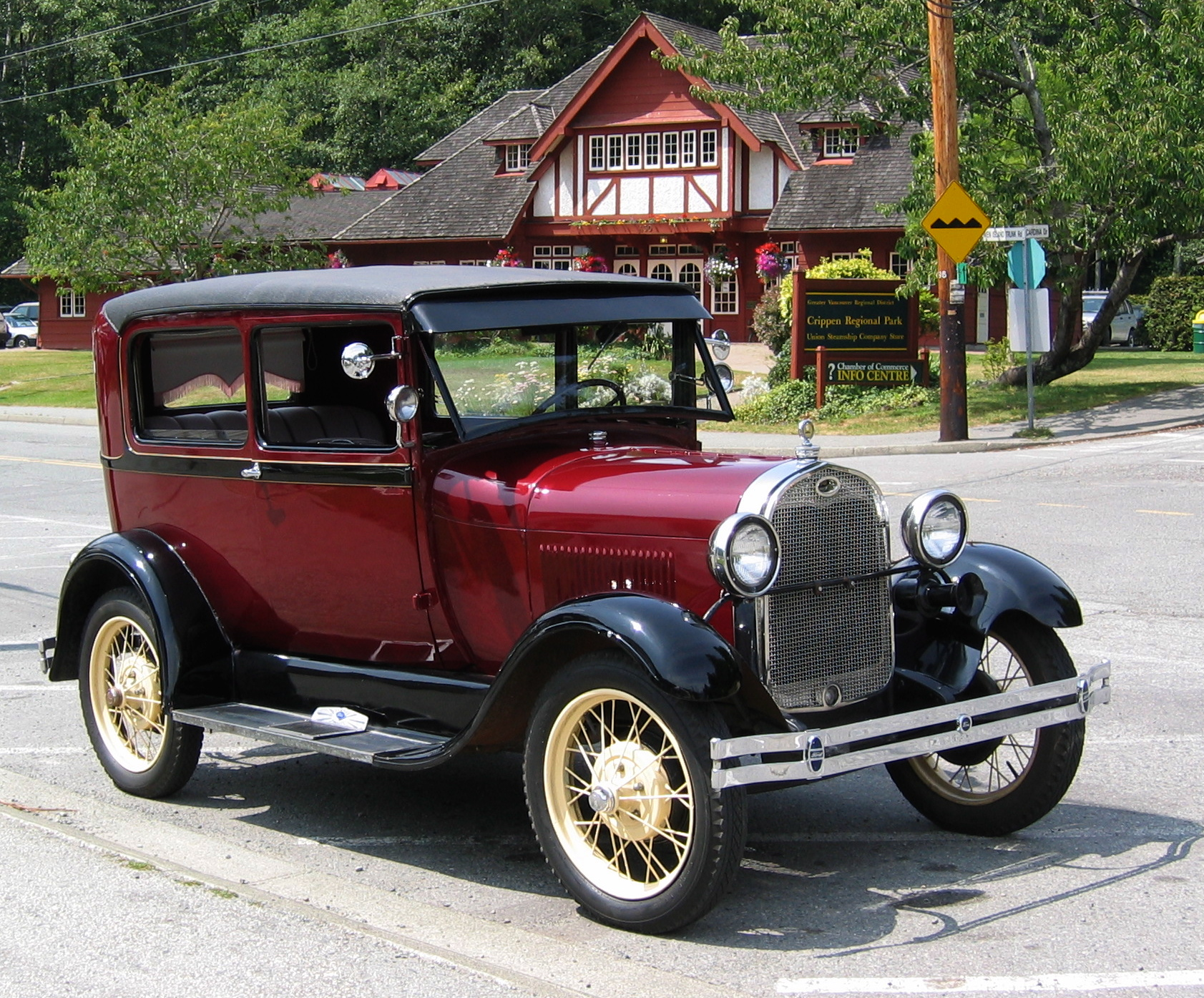
La Ford A (modèle 1928) est la voiture qui a servi de base de lancement pour GAZ en Union soviétique

À la fin des années 1920, Staline souhaite mécaniser l'Union soviétique, dont l'industrie automobile est embryonnaire, en termes de production, de ressources humaines et matérielles mais surtout de besoins, auxquels s'ajoute une mauvaise qualité. Il décide de fonder de nouveaux centres industriels dans les villes de province, pour renforcer l'économie nationale, dans le cadre du Ier plan quinquennal (1928-1932) : orienté vers l'industrie lourde, la création de GAZ apparaît comme une exception par rapport aux grandes lignes du plan, mais le besoin d'automobiles devait justement contribuer à la réussite de cette expansion industrielle.
La fondation de l'entreprise a été supervisée par Andreï Jdanov, un proche du leader soviétique. Le choix de la ville de Gorki est motivée par ses facilités de transport : proche (à l'échelle soviétique) de Moscou, au bord du grand fleuve Volga et de son confluent l'Oka, la ville est aussi un grand nœud ferroviaire régional et national, avec le Transsibérien.

#### Fondation d'une usine dernier cri
L'usine a été fondée en 1932, grâce à l'aide technique complète de Ford (chaîne d'assemblage, fourniture de moteurs, organisation, introduction du fordisme, envoi de coopérants, formation du personnel, etc.), trois ans après la signature de l'accord entre la société de Détroit et le gouvernement soviétique. À l'origine, l'usine Ford se situait à Berlin et a été vendue à l'URSS.
La GAZ-A est la première voiture de la nouvelle société, réplique de la Ford A (1927-1931) et le GAZ-AA, réplique du Ford Model AA son premier camion, celui-ci qui est la seule type de 1,5 t. produit en URSS l'a été a environ un million d'unités entre 1932 et 1946 ont eu une durée de vie ira qui bien au-delà de la Seconde Guerre mondiale. Ces modèles sont produits sous licence Ford. Puis viendra la GAZ-M1 développée à partir de la Ford 40A. À la veille du conflit mondial, GAZ détient 68 % de parts du marché automobile soviétique.
Les relations entre Henry Ford et Serguei Dyakanov, premier directeur de GAZ, étaient étroites et bonnes, professionnelle et personnelle. Cette amitié valut au soviétique de la part des autorités de son pays des soupçons d'intelligence avec l'étranger et de dérive droitière (à l'époque des Grandes Purges), et d'être arrêté, accusé, jugé et tué le 18 juillet 1938 par le NKVD pour espionnage au profit de gouvernements étrangers.

### Durant la Seconde Guerre mondiale
Pour participer à l'effort de guerre soviétique, GAZ entame la production de 4x4 sur le modèle des Jeep, ainsi intensifie celle des utilitaires. GAZ monte également des armes à feu et des munitions. Elle assemble aussi des camions Chevrolet dans le cadre de l'alliance entre l'Union soviétique et les États-Unis contre l'Allemagne nazie. À cette époque, les Alliés soutiennent matériellement l'URSS dont la capacité industrielle est occupée par les troupes allemandes. Pour cette raison, la Luftwaffe bombarde constamment la ville.
Cette reconversion en temps de guerre est d'autant plus cruciale pour l'Union soviétique que l'industrie automobile soviétique est à cette époque peu développée. GAZ sert de véritable base-arrière, puisque la ville de Gorki se situe à vol d'oiseau à plus de 400 kilomètres à l'est de Moscou, loin du front et de la ligne d'avancée ultime des troupes de l'Axe.
| 1941   | 1942   | 1943   | 1944   | 1945   |
| ------ | ------ | ------ | ------ | ------ |
| 56 465 | 21 079 | 18 318 | 19 529 | 23 825 |

### Après la Seconde Guerre mondiale

#### Satisfaction de nouveaux besoins

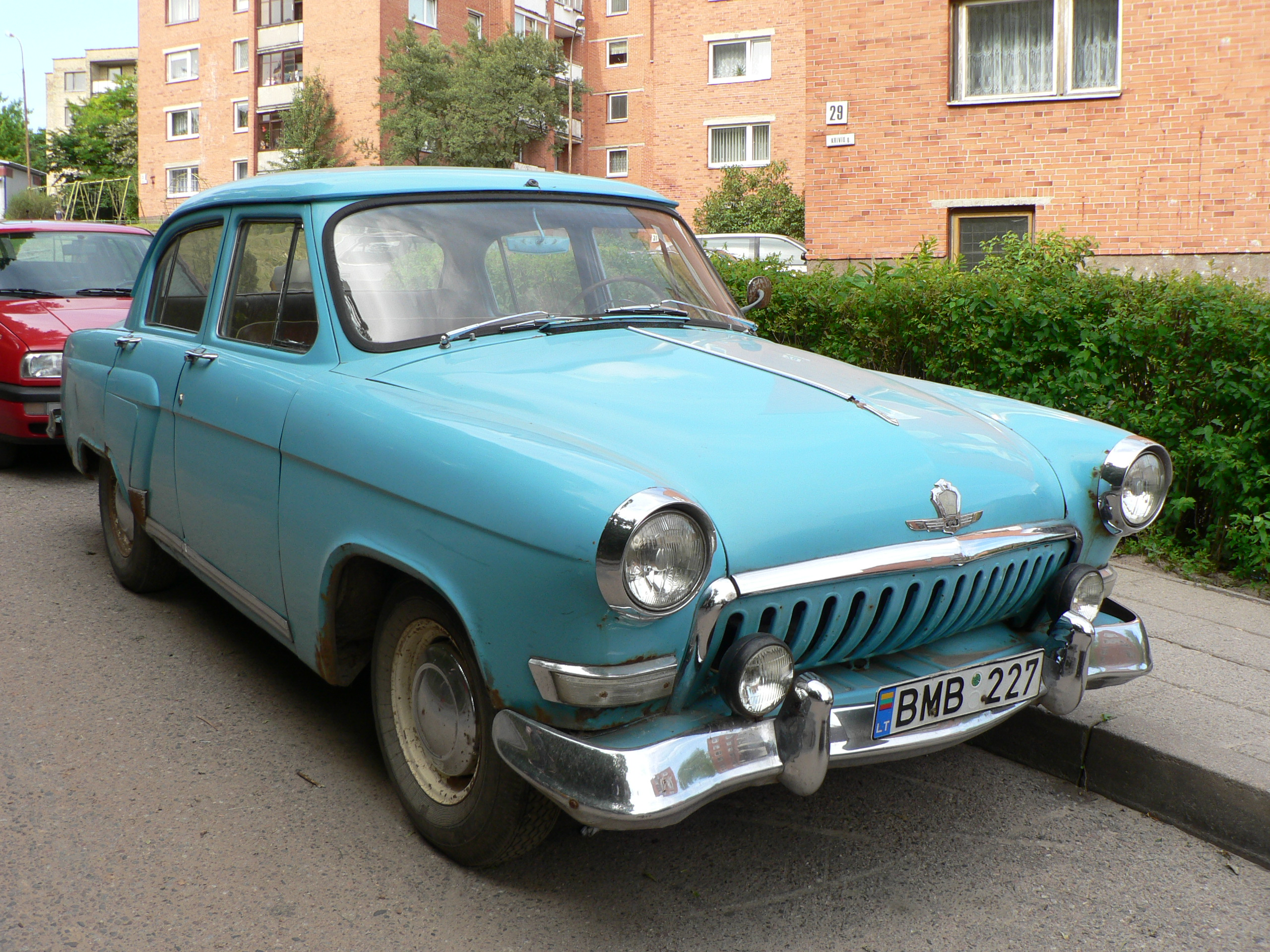
La Volga M21, première version du modèle phare de la marque

Au sortir de la guerre, GAZ prend les dimensions d'un grand constructeur de poids lourds, grâce au rôle acquis durant le second conflit mondial, mais aussi grâce au IVe plan quinquennal (1946-1950). Celui-ci, toujours orienté vers le développement de l'industrie lourde et l'extraction, en fixant une priorité pour la production de camions, spécialité de GAZ. La production de bus jouit de forts besoins en matière de transports collectifs, alors que le transport individuel n'est ni une priorité industrielle, ni politique ou sociale.
GAZ aurait dû développer davantage l'assemblage de voitures, plutôt que de camions, car, initialement, le IVe devait favoriser les biens de consommation, mais il en a été décidé autrement.
GAZ multiplie par la suite les modèles et devient un vrai constructeur de masse de voitures de tourisme. Ce tournant est parallèle à la venue au pouvoir de Nikita Khrouchtchev, qui, pour satisfaire la population, privilégiait la production de biens de consommation, absente des priorités du pouvoir y compris durant la période de reconstruction. Elle répond désormais à toutes les clientèles, particuliers comme professionnels (ambulances, pompiers, etc.), sous de multiples déclinaisons. Elle ne satisfait cependant pas aux besoins des habitants soviétiques, tout comme l'ensemble de l'industrie des biens de consommation, puisque la priorité des autorités était le développement du complexe militaro-industriel. À ce titre, GAZ conforte ses activités développées durant la guerre, en concevant des utilitaires mais également des engins militaires de toute sorte. Cependant, elle perd son leadership lorsque le gouvernement soviétique décide de créer un nouveau constructeur, AvtoVAZ, offrant des véhicules d'entrée de gamme à partir de 1966.

#### Maintien du cap de production
Comme la production d'automobiles était planifiée, la production de GAZ était constante, et ne subissait pas, comme dans les pays capitalistes, d'évolutions dépendant du marché. Ainsi, le nombre d'unités assemblées atteignait 100 000 durant les années 1970, puis 115 000 en 1979, et entre 125 et 130 000 par la suite, jusqu'à la fin des années 1990. La production étant constante d'une année à l'autre, GAZ perdait des « parts de marché » (notion inexistante en URSS) par rapport à la filière, alors que la demande de voitures particulières était en augmentation constante.
Tout comme Lada ou Moskvitch, GAZ exportait sa production dans le monde, certes en faible nombre (5 % pour l'ensemble de la filière) alors que les délais de livraison aux clients soviétiques étaient interminables, entre deux et sept ans d'attente, du fait de la pénurie. On retrouve leurs véhicules essentiellement dans l'ancien camp socialiste : Cuba, Europe de l’Est, Viêt Nam, mais également en Turquie, au Yémen du sud, en Égypte, en Iran, au Brésil, et marginalement en Europe de l’Ouest. Cette présence dans le monde a été favorisée par le cadre du Conseil d'assistance économique mutuelle (CAEM).

### Fin de l'URSS

#### Transition économique
GAZ aurait dû être restructuré durant la Perestroïka, tout comme l'ensemble de l'industrie mécanique soviétique. Mais l'échec du plan de Gorbatchev et les problèmes politiques ont relégué cette priorité au second rang des préoccupations. Le but était d'améliorer la qualité des produits et de les renouveler, car les dernières innovations dataient des années 1970, époque où les VIIIe et IXe plans quinquennaux avaient fait de l'automobile une priorité industrielle.
Après la chute de l'URSS, et l'introduction du capitalisme en Russie, GAZ, a été privatisée en 1993. L'entreprise a été cédée aux employés de l'usine et à ses dirigeants, alors que les autres constructeurs l'ont été au profit des villes, des régions, ou des oligarques russes.
Ce passage au privé s'est fait dans la tourmente, comme c'est souvent le cas au début des années 1990, où le transfert d'actifs du public au privé est opaque et ne répond pas à des logiques sectorielles, ni de valorisation des actifs. La première tentative de privatisation a été invalidée : la direction GAZ souhait vendre les 30 % de son capital en jeu à un groupe d'industriels partenaires en excluant tout actionnaire extérieur, alors que le Bureau des propriétés de l'État voulait en céder 50 % avec cession au public et en cherchant à gonfler le prix des actions. C'est l'intervention du gouvernement, et de Boris Nemtsov qui a résolu la crise.
Tout comme le reste de l'industrie automobile post-soviétique, GAZ a mis du temps à se remettre debout de la crise économique consécutive à la fin du socialisme en Russie (problèmes d'approvisionnement, de paiement, de forte inflation, défaillance d'entreprises, etc.), et au fossé technologique et commercial avec les produits occidentaux. De plus, elle mit du temps à entamer une restructuration (démontage de l'organisation économique et sociale de l'entreprise), qui n'est d'ailleurs toujours pas achevée vu ses effectifs salariaux toujours importants.
Il est difficile pour un constructeur comme GAZ de démarrer une « thérapie de choc », pour des raisons sociale, car le chômage est très élevé dans les années 1990, et politique, car bien qu'elle ne soit plus dans le giron de l'État, elle représente un acteur incontournable de la vie économique locale.

#### Mutation de la gamme
GAZ présenta plusieurs prototypes de remplaçantes de la Volga et la Chaika, et ce dès 1992, au salon de Bruxelles. Il faudra attendre 2001 pour que les projets se concrétisent et se révèlent un échec patent. En attendant, la firme ne renouvela pas son offre. Tout comme ses concurrents russes, elle doit son salut transitoire à la crise de 1998 et à la dévaluation du rouble, qui rendra ses modèles plus compétitifs, sans qu'ils connaissent toutefois d'évolution technologique ou commerciale. Ce répit n'a pas mis fin à la lenteur du constructeur à mettre sur le marché de nouveaux produits. Ainsi, la 3105, à l'esthétique difficile et devant suppléer la Volga, est un échec ; elle sert toutefois de base à la 3103 et la 3104, aux lignes plus agréables et à l'intérieur rénové, mais ces voitures resteront à l'état de prototype.
À partir de 1998, GAZ équipe ses Volga de moteurs Rover et Toyota. Plus tard, ce sont des moteurs DaimlerChrysler qui font rouler la vieille dame. Ces changements techniques compensent tout juste l'obsolescence des modèles GAZ, face à la concurrence étrangère, mais ne permettent pas au groupe d'exporter ses véhicules pour contrebalancer le déclin des ventes en Russie. GAZ diversifie toutefois ses fournisseurs en important des pièces de sociétés occidentales.

## Depuis 1998

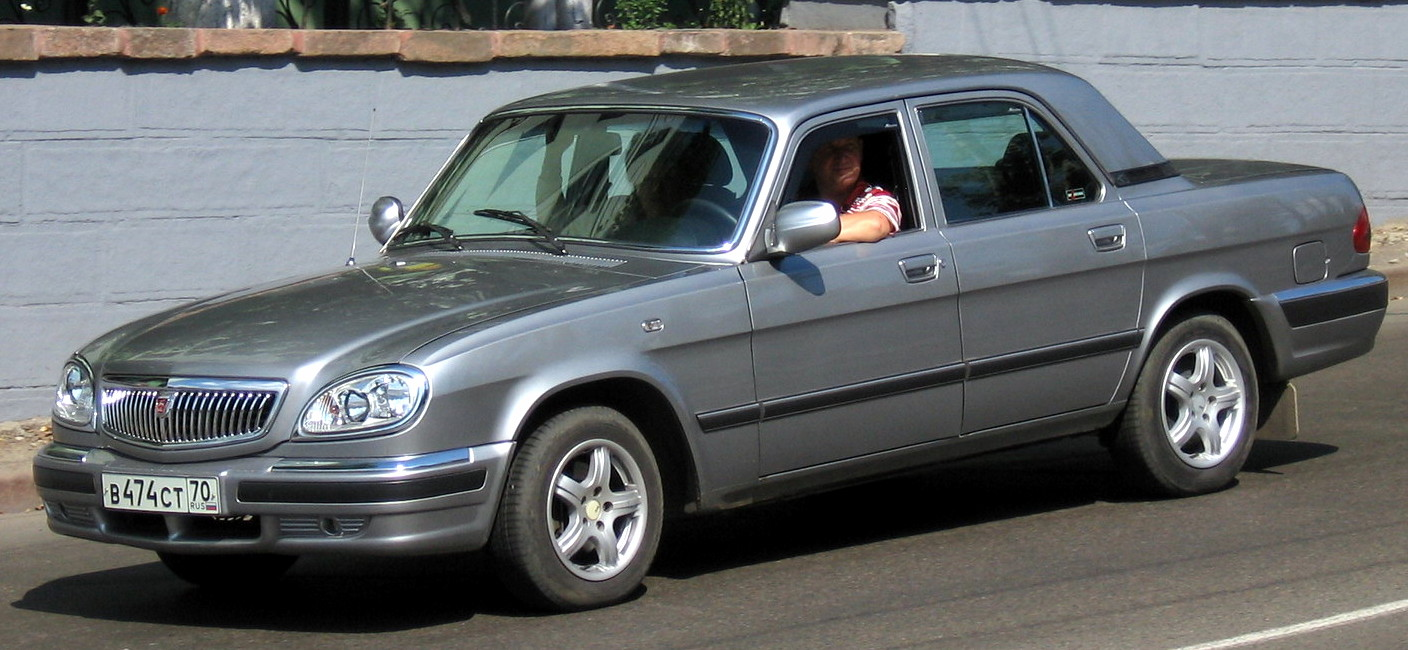
La Volga 31105, dernière version du modèle-phare de la marque, produite jusqu'en 2010

En décembre 2005, GAZ décida d'arrêter la production de la mythique Volga, qui a été restylée maintes fois depuis les années 1970. La société a décidé de se recentrer sur une activité plus rentable, la production de camions et de véhicules lourds, ainsi que de vans. Mais en 2006, GAZ décide de continuer la production de son modèle phare, après un énième restylage, et sans limitation de durée.
Malgré l'arrivée du modèle Siber, les ventes d'automobiles sont en chute libre, et la marque prend la décision début 2010 d'arrêter définitivement la production des Volga 3102 et 31105, vendues à seulement onze exemplaires sur le premier trimestre 2010...
En juillet 2006, GAZ fait l'acquisition du constructeur britannique de vans LDV, basé à Birmingham. Tout en maintenant la production de camionnettes au Royaume-Uni, des unités seront également assemblées en Russie. En 2006, LDV a assemblé 6 990 vans.
Sur le plan de la structure, les autorités russes ont envisagé de regrouper sous un holding unique l'ensemble de la filière automobile russe, à l'instar de l'agence russe d'exportation d'armement, Rosoboronexport. Cependant, l'actionnariat public d'AvtoVAZ et de KamAZ, et celui privé de GAZ et de UAZ, n'a pas permis à ce projet d'aboutir pour le moment. À moyen terme, GAZ maintient son plan de développement basé sur des coopérations internationales, qui lui permettent de se moderniser, mue que ses concurrents russes n'ont effectuée que de manière ponctuelle et circonscrite.

### Coopération avec Fiat
En 1998, Fiat et GAZ passent un accord pour produire à 150 000 exemplaires des modèles Fiat Marea et Fiat Palio, pour un investissement de 800 000 €. La crise économique russe à partir d'août 1998 et les difficultés rencontrées par Fiat dans son partenariat temporaire avec General Motors, n'ont pas permis de lancer la coopération. Finalement, la production des modèles Palio et Siena a démarré en 2007, mais chez la filiale automobile du géant de la sidérurgie Severstal, Severstal-Avto.
Les deux sociétés travaillent aujourd'hui à une coopération pour les utilitaires, avec une ligne d'assemblage commune aux Iveco et Gazelle hébergée par UralAZ, ainsi que des poids lourds.
GAZ et Lancia avait envisagé de produire sous licence la Lancia Thesis, comme remplaçante de la Volga, mais les deux constructeurs mirent fin au projet en octobre 2005.

### Coopération avec Renault
Fin 2004-début 2005, GAZ était en pourparlers avec Renault pour une coopération devant permettre au russe de rajeunir sa marque, et au français de s'appuyer sur l'outil de production du russe. Les négociations ont échoué. Début 2006, Renault Trucks (groupe AB Volvo) signe un accord pour produire à Iaroslavl des moteurs de camions Renault d'ancienne génération de 11 litres pour équiper les camions GAZ. L'achat de la licence et de l'usine de Renault de Vénissieux a coûté au constructeur russe 57 millions d'euros.

### Coopération avec Chrysler

#### Achat d'un modèle éprouvé

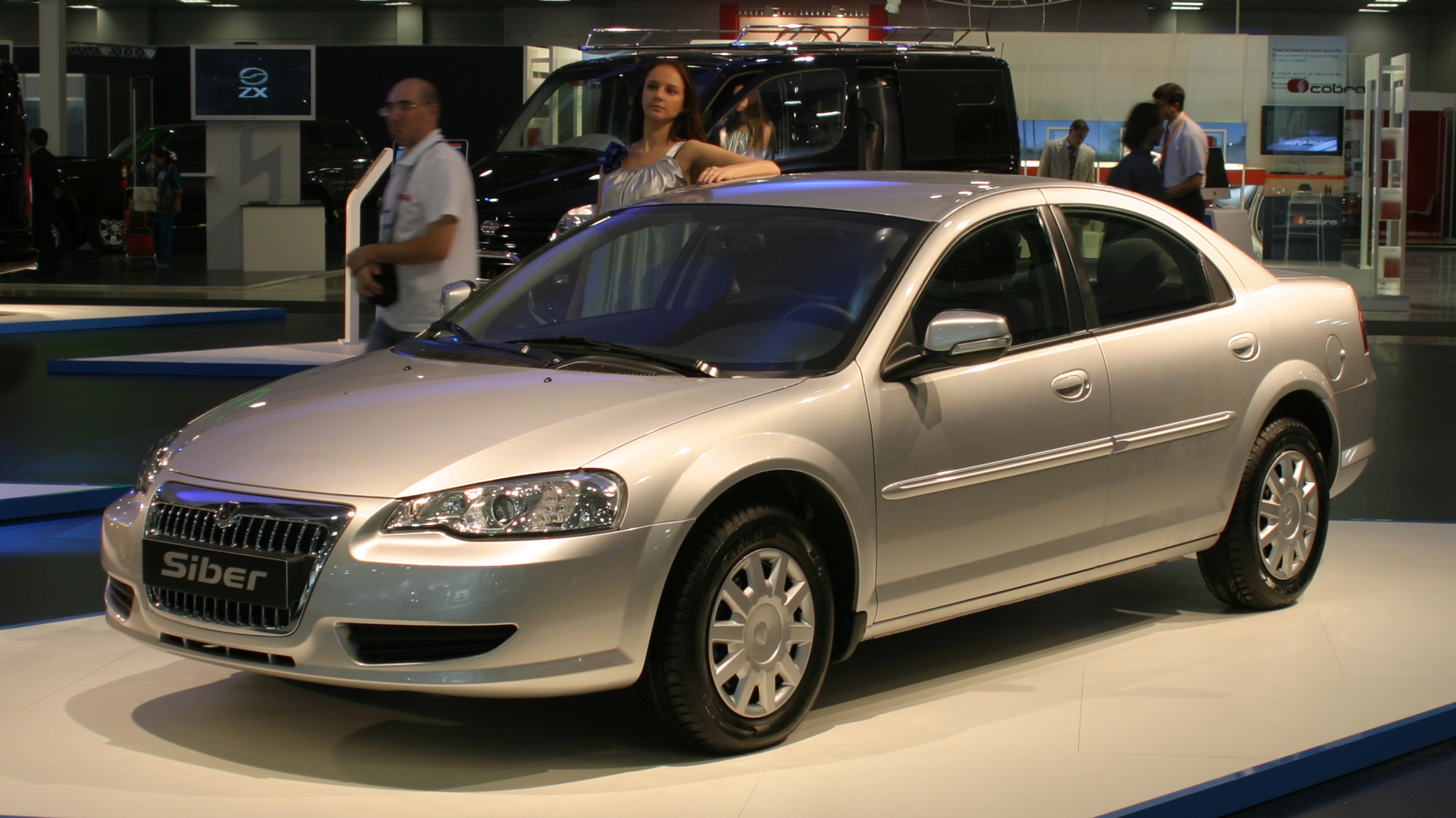
La Volga Siber, une Chrysler Sebring modèle 2006, produit sous licence par GAZ

GAZ, sans remplacer la Volga, qui avait le gabarit d'une BMW série 7, lance un nouveau modèle sur le marché russe. En avril 2006, le constructeur de Nijni Novgorod achète à Daimler-Chrysler pour 150 millions de dollars deux modèles jumeaux : la Dodge Stratus et la Chrysler Sebring. Ces voitures partant à la retraite aux États-Unis et au Canada après une production d'un million d'exemplaires (2001-2006), GAZ transfère en Russie les outils de production de l'usine de Sterling Heights dans le Michigan, pour sortir 65 000 unités par an, à partir de 2008.
Sa calandre est redessinée, mais le reste de la voiture demeure intact par rapport au modèle d'origine, notamment les motorisations, elles aussi d'origine Chrysler. Son nouveau nom est désormais Siber.
C'est ainsi une seconde vie pour ces modèles, puisque le constructeur les renouvelle de fond en comble. Les pièces sont fournies par le sous-traitant canadien Magna International, avec lequel l'accord a été passé, au-delà de la seule licence de fabrication acquise auprès de Chrysler Corp.
C'est un tournant stratégique pour GAZ, dont le président Alexeï Barantsev déclarait quatre ans plus tôt que GAZ pouvait se débrouiller seul pour renouveler son offre.
Cette coopération est loin d'être inédite, puisque l'industrie automobile soviétique est née grâce aux firmes occidentales, notamment avec Ford dans les années 1920, General Motors via Opel après la Seconde Guerre mondiale ou encore avec Fiat dans les années 1960.
Parallèlement à cet accord fondamental pour GAZ, un plus modeste a été conclu au même moment entre les deux sociétés pour la fourniture par DaimlerChrysler de moteurs pour la voiture Volga et la camionnette GAZelle. Ils seront importés d'une usine Chrysler au Mexique.
Mais en 2009, la crise économique touche durement le marché automobile russe. La Volga, sur le déclin depuis de nombreuses années, ne s'en relève pas. Quant à la Siber, ses ventes sont en chute libre, et GAZ n'arrive pas à stopper l'hémorragie. En novembre 2010, le constructeur décide d'arrêter la production de sa berline, mettant un point final à son activité sur le marché des voitures de tourisme. Les ultimes Siber trouvent preneur au mois de janvier 2011.

#### Offensive face à la concurrence
Ce changement de cap est capital pour GAZ. D'une part, le volume de production des constructeurs russes stagne et la part de marché des constructeurs étrangers augmente, dans un marché en croissance constante. D'autre part, la réussite des Russes, à l'instar de GAZ, était fondée sur la robustesse et des prix faibles, malgré l'obsolescence des modèles proposés.
GAZ est ainsi le premier constructeur national à rajeunir et moderniser radicalement sa gamme, avec 3 motorisations (2,0, 2,4 et 2,7 V6). Il est également le premier à proposer un modèle chargé de concurrencer, non plus les véhicules étrangers d'occasion, mais les automobiles étrangères aux standards internationaux produites sur le sol russe. les constructeurs étrangers touchent généralement une clientèle plus aisée, pouvant s'offrir une voiture coûtant entre 15 et 20 000 dollars. C'est cette fourchette de prix que GAZ vise pour sa Sebring, en prévoyant de la commercialiser 17 000 dollars, un prix trois fois supérieur à la Volga.

### Coopération avec Steyr

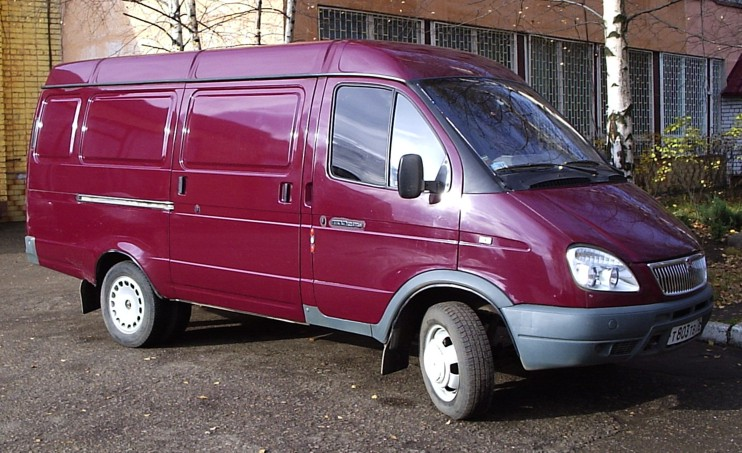
Le van GAZelle, équipée d'un moteur conçu avec Steyr

Le motoriste autrichien est un partenaire de longue date de GAZ. Du temps de l'Union soviétique, Steyr fournit une licence à GAZ pour le tout-terrain 67 B. Depuis 1996 elle fournit des moteurs et assemble depuis 1998 des moteurs diesels à Nijni Novgorod pour l'ensemble de production de GAZ : GAZelle, Sobol, Volga pour les véhicules civils, et Satko, Vodnik et Tigr pour le matériel militaire.
Steyr est de plus en plus impliqué avec GAZ, participant, avec Chrysler comme superviseur, à la formation des ouvriers de l'industriel russe pour l'assemblage de la nouvelle Siber. Aujourd'hui, les deux compagnies collaborent à la fabrication de petits moteurs diesel, de 3 L. et 3–8 L., devant équiper les véhicules particuliers. Le montant de la transaction, sans être révélé, a été annoncé à plusieurs centaines de millions de dollars. Au-delà d'un renouvellement de moteurs, jusqu'ici à essence, le but de ce partenariat est de pallier la dépendance à l'égard de ZMZ, une filiale de Severstal-Avto, qui fournissait GAZ jusqu'en 2005.

### Projets
GAZ projette d'autres partenariats de production de véhicules étrangers, pour compenser la sous-utilisation de son outil de production. Ces accords n'ont pas été signés pour le moment.
- Tata

L'indien Tata Motors, en vue d'un assemblage en Russie de ses modèles, envisage de monter 30 000 unités dans les usines GAZ. Il s'agirait de la Tata Indigo, version tri-corps de la Tata Indica, du gabarit d'une Renault Clio, dont les pièces seraient livrées en kits en provenance d'Inde.
- PSA

Après avoir envisagé un partenariat avec GAZ pour produire ses modèles aux usines de Nijni Novgorod, PSA a annoncé fin décembre 2007 sa décision de créer une usine entièrement nouvelle à Kalouga, où se trouve déjà une usine du groupe Volkswagen, ce qui met un terme au projet avec GAZ.

## Modèles phares conçus par GAZ
Présentation uniquement des modèles qui font l'identité passée et présente de GAZ, et qui reflètent la diversité de ses activités.

### Véhicules de tourisme
- GAZ-A

Produits de 1932 à 1936, en 41 917 modèles, en configuration de 4x2, 4 portes, 5 places, basé sur l'automobile américaine Ford A (1927-131), caractéristiques techniques; un moteur de 4 cylindres de 40 chevaux, une transmission à 3 rapports, 3,875 mètres de long, un empattement de 2,63 mètres, un réservoir de 40 litres, jantes de 48,2 centimètres, un poids de 1 080 kg, une consommation de 12 litres/100 km, en pointe de 90 km/h. En 1934, le GAZ-A, servi de base à un prototype coupé 2 portes aérodynamique d'exposition monté sur un cadre en bois, et conçu par Alexeï Osipovich Nikitin (1903-1974)
- GAZ M1 (EMKA)

Produits de 1935 à 1943, avec 62 888 exemplaires, en configuration de 4x2, 4 portes, 5 places, et basée sur un modèle la Ford B 40A, données techniques; un moteur de 4 cylindres de 50 chevaux, une transmission à 3 rapports, 4,625 mètres de long, un empattement de 2,845 mètres, un réservoir de 60 litres, un rayon de braquage de 6,35 mètres, poids à vide de 1 370 kg, une consommation de 14,5 litres/100 km, en pointe de 100 km/h.
- Pobieda

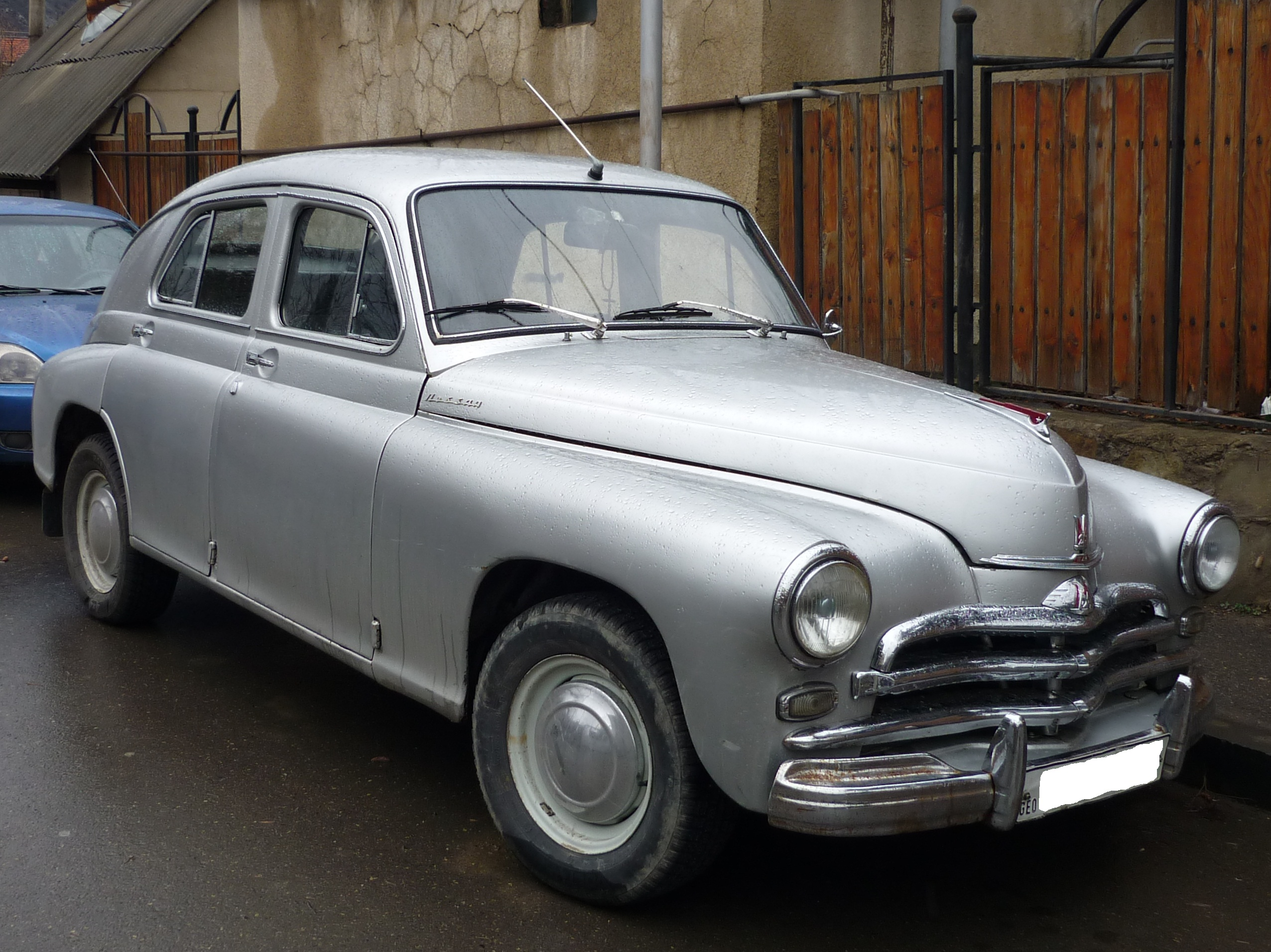
Une Pobieda, dans une rue de Mtskheta, en Géorgie.

Une berline 4 portes, 5 places, et produite de 1946 à 1958, avec 235 997 modèles, (dont 14 220 cabriolets). Elle est le premier modèle phare de la marque. Connue également sous le nom de M20, mais en 1948, la production est temporairement arrêtée, pour réparer les défauts sur les essieux avant des véhicules. La Pobieda (en russe : Победа, signifiant « Victoire ») a été calquée sur l'Opel Kapitan (groupe General Motors), qui servit de butin de guerre après la capitulation de l'Allemagne en 1945. Après l'arrêt de sa production, sa licence a été reprise par le constructeur polonais FSO qui en démarra la production en 1951 (sous le nom Warszawa <Varsovie>), et ce durant 23 ans, avec 244 472 modèles fabriqués. Données technique: un moteur de 4 cylindres de 50 chevaux, une transmission à 3 rapports, 4,665 mètres de long, empattement de 2,70 mètres, un rayon de braquage de 6,30 mètres, en configuration de 4x2, poids de 1 350 kg, un réservoir de 55 litres, une consommation de 13,5 litres aux cent et une vitesse de pointe de 105 km/h,
- GAZ 72

Produits de 1955 à 1958 avec 4 677 unités, en configuration de 4x4, 4 portes, 5 places et basé sur les GAZ 69 (mécanique)et Pobeda (carrosserie).
- Volga

Produite de 1956 à 1970, avec 638 875 unités. Elle s'inspire clairement du style en vogue aux États-Unis. Elle sera le symbole de la classe dirigeante. On la trouve sous différentes versions, au gré des restylages : M21, 3102 ou M24 (nouvelle carrosserie en 1968), 3110, 31105, et 3111 (nouvelle carrosserie en 2001). La 310221 est la variante break de la 31105.
- Chaïka

Apparue dans les années 1960. À partir de 1977, le modèle 14 fait son apparition, jusqu'en 1988. C'est une grande limousine de 7 places, 4 portes, copiée sur les voitures américaines. Tout comme les ZIL, la Chaïka (en russe : Чаика) était réservée au premier cercle de la classe dirigeante soviétique et peintes généralement en noir. Elle inaugure un équipement jusqu'alors inédit en URSS : moteur 8 cylindres en V de 220ch, freins à disques, vitesse de pointe à 175 km/h (les voitures soviétiques atteignaient péniblement 130 km/h à cette époque), suspensions à joint de rotule, essuie-glaces pour les phares, avec les dimensions de 5,60 mètres, 2 mètres de large, 1,62 mètre de haut, un empattement de 3,25 mètres, un rayon de braquage de 7,8 mètres, un poids de 2 100 kg, des jantes de 15 pouces, réservoir de 80 litres, etc. Comme l'ensemble de ses concurrents, la consommation d'essence était relativement « faible » : 16 litres aux 100.
- GAZ 3105

Lancée en 1994, la GAZ 3105 était plus destinée à remplacer la Tchaïka que la Volga (sauf à la rigueur la Volga 3102), tout en adoptant des dimensions plus raisonnables et une motorisation moins dispendieuse. Elle marquait un bond en avant technique (malheureusement pas concrétisé par celle qui lui succédera, la 3111). Ainsi, elle recevait un nouveau moteur V8 de 3,4 litres, développant 170 ch DIN, une suspension à quatre roues indépendantes, et une transmission à quatre roues motrices permanentes. Sa ligne n'était pas sans évoquer la Lancia Thema sous certains angles. Une variante 3103, dotée d'un moteur transversal de 2,5l à seize soupapes et de la traction avant était prévue. Malheureusement, la Volga 3105 ne fut produite qu'à un très faible nombre d'exemplaires.
- GAZ 3111

Lancée en 1998, elle reprend les principaux éléments du prototype 3104 et la plate-forme de l'« antique » M24. Sa conception fait appel à des éléments importés d'Occident qui l'équipent de tout un ensemble d'éléments, comme des air-bags, l'ABS ou l'air conditionné. Cependant, sa production est modeste.

### Véhicules tout-terrain
- GAZ-69

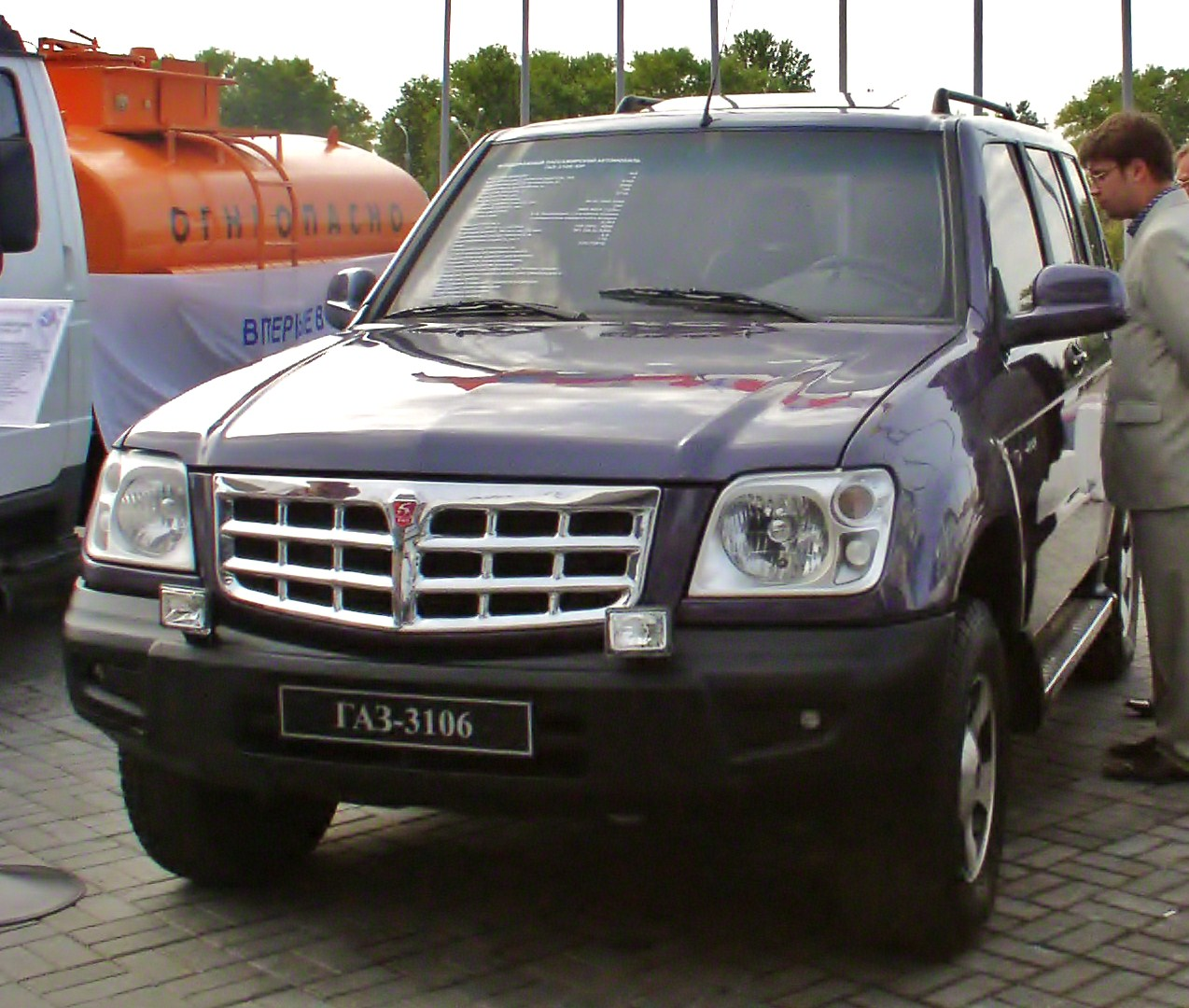
L'Ataman II, le tout-terrain moderne de GAZ qui peine à voir le jour.

Produit par GAZ entre 1953 et 1956, puis par UAZ de 1956 à 1972. Extrêmement populaire dans l'Union soviétique, ce véhicule a été copié par un certain nombre de sociétés étrangères[Lesquelles ?].
- Ataman

Habitué à produire des véhicules tout-terrain pour l'armée, l'Ataman (en russe : Атаман) est le premier produit de ce type que GAZ propose au grand public. C'est avant tout l'adaptation civile et restylée de la version militaire, déclinable sous de multiples formes, notamment en camionnette.
- GAZ 3106 ou Ataman II

Présenté en 2000, c'est un véritable 4x4 au design résolument novateur pour la firme, comparable à un Mitsubishi Pajero. Il est davantage à ranger dans la catégorie des SUV, ce qui l'inscrit en rupture avec son prédécesseur du même nom (dont la production continue), bien qu'il en reprenne la plate-forme.
Achevé début 2003, son entrée en production est sans cesse reportée.
- Tigr

Le 2975 ou Tigr (en russe : Тигр) est une copie du Hummer de 1re génération, avec un capot incliné. Il existe une version civile, mais sa production est surtout destinée à l'armée russe.
Le Tigr 2, ou 3121, est une version plus moderne du Hummer, en étant également un plagiat du Hummer H2.

### Camionnettes
- GAZelle

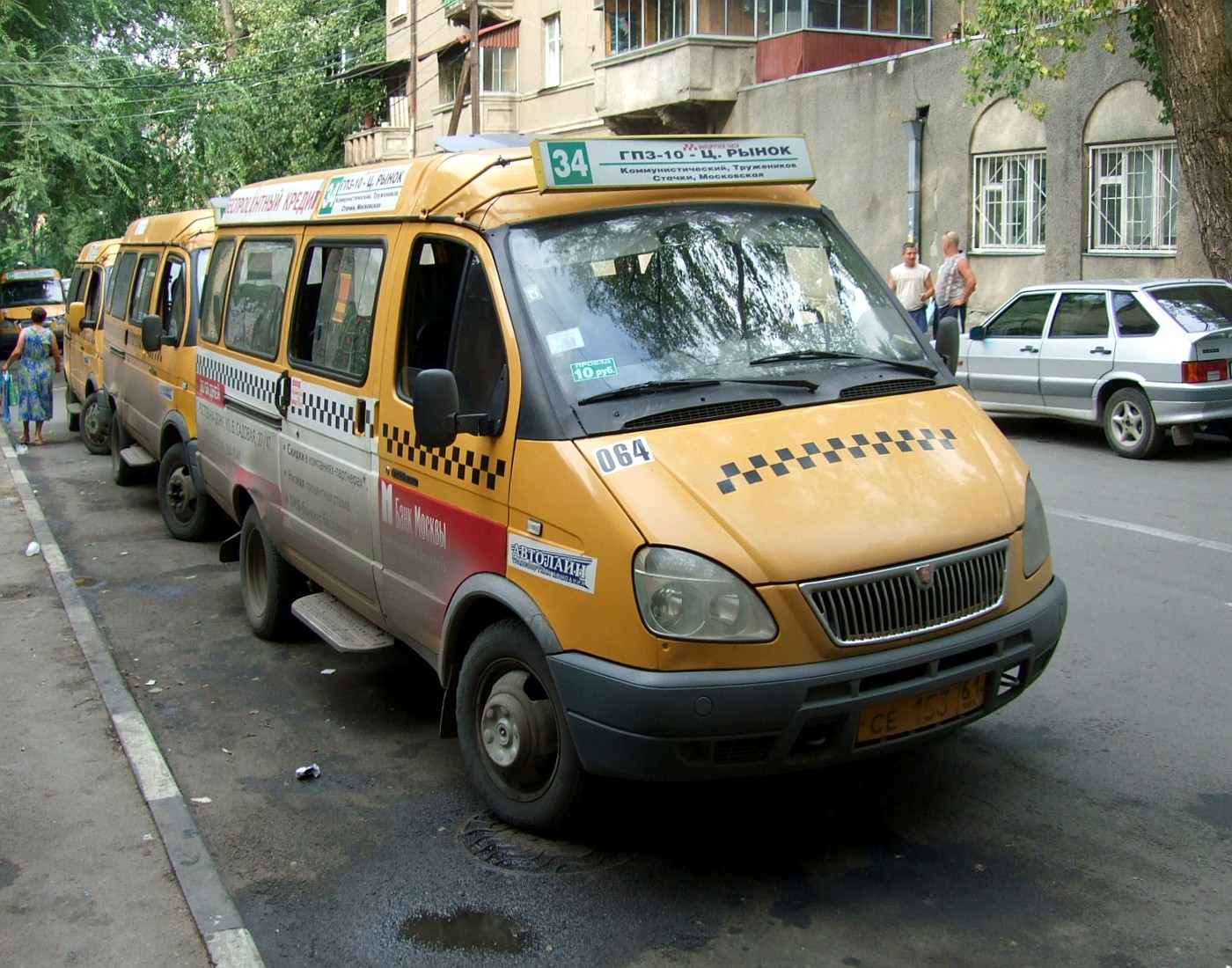
La GAZelle est largement utilisé comme Marchroutka (taxi collectif à trajets fixes) en ex-URSS, ici, à Rostov-sur-le-Don, en Russie.

Ce modèle a été lancé en Russie en 1994, n'ayant aucun concurrent sur ce créneau. Il a largement été inspiré du Ford Transit, il en diffère par la face avant ainsi que les portes. Aménagé pour le transport de passagers, il se nomme Bargouzin. Il est également produit à quelques milliers d'exemplaires dans plusieurs villes ukrainiennes, en Iran (dans les usines d'Iran Khodro), ainsi que dans le Sichuan, région la plus peuplée de Chine populaire. Le groupe projette d'assembler son véhicule phare en Tunisie.
- Sobol

Version minibus et plus courte de la Gazelle.
- Maxus

Fourgon de la marque britannique LDV, développé conjointement avec GM Daewoo, et assemblé depuis 2005.

### Camions
- GAZ-AA et MM

Premier camion du constructeur en 1932, fabriqué d'après le modèle de GAZ-A basé sur l'automobile américaine Ford model AA, il eut une vie de deux décennies, connaissant tous les usages : transport, militaire, ambulance, pompier, essence, benne, pick-up, etc. Il a été produit à un million d'exemplaires, dont l'essor débuta à la veille de la Seconde Guerre mondiale. Il servit de base à l'ensemble de la filière camions de GAZ. Le GAZ-AA, avec un moteur de 4 cylindres, de 40 chevaux, une transmission à 4 rapports, un réservoir de 40 litres, une consommation de 20,5 litres/100 KM, et 5,335 mètres de long, un empattement de 3,34 mètres, un rayon de braquage de 7,5 mètres, un charge utile de 1,5 tonne, en configuration de 4x2, une vitesse maximale de 70 KM/H, un poids à vide de 1,81 tonne, et le GAZ AAA, (produits en 37373 unités), en configuration de 6x4, avec la base du GAZ AA, et un moteur de 4 cylindres de 50 chevaux, un 2e réservoir de 60 litres, une vitesse maximale 65 km/h, et une consommation de 25 litres/100 KM.
- GAZ 42

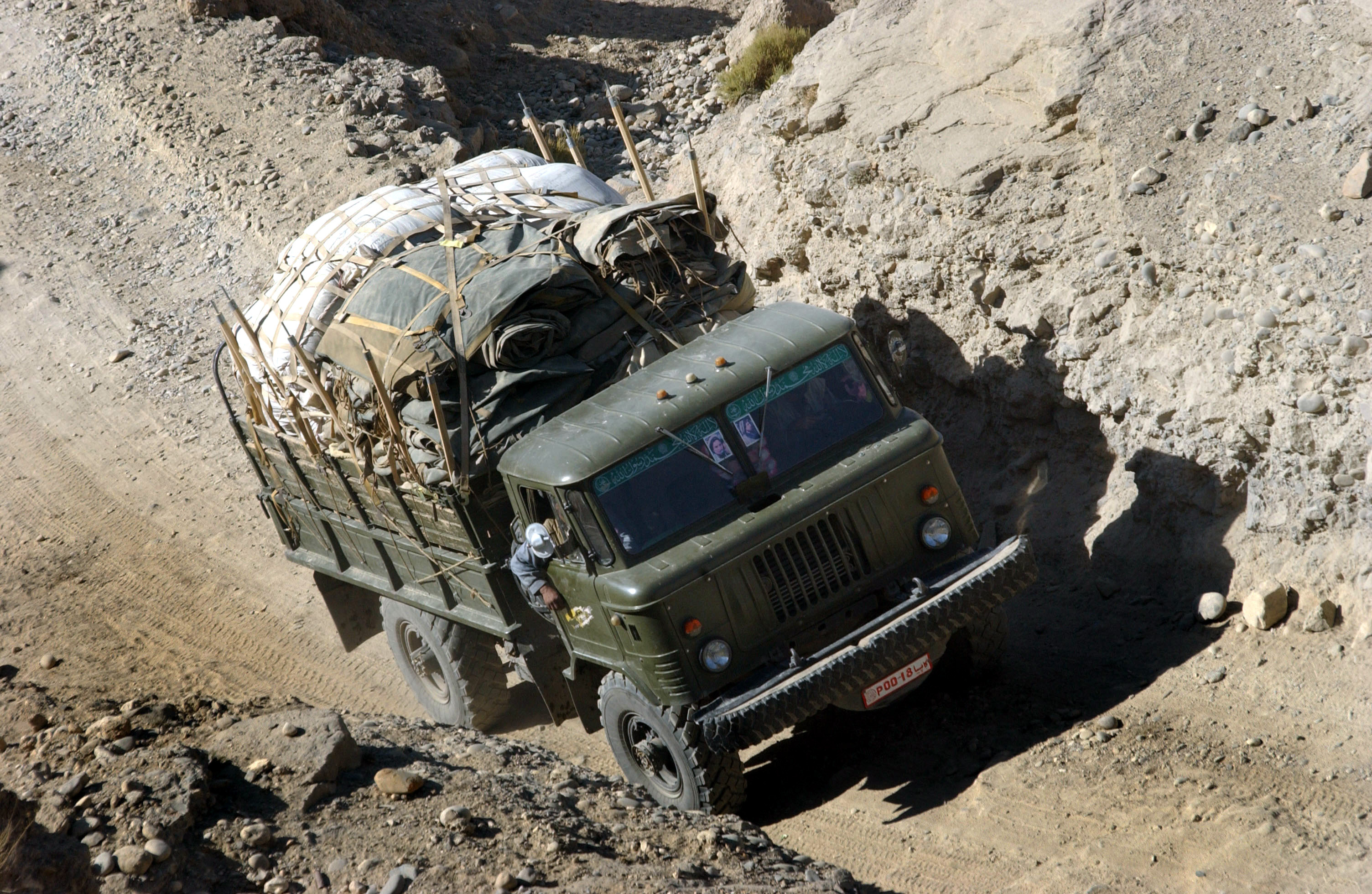
Le GAZ 66 en action

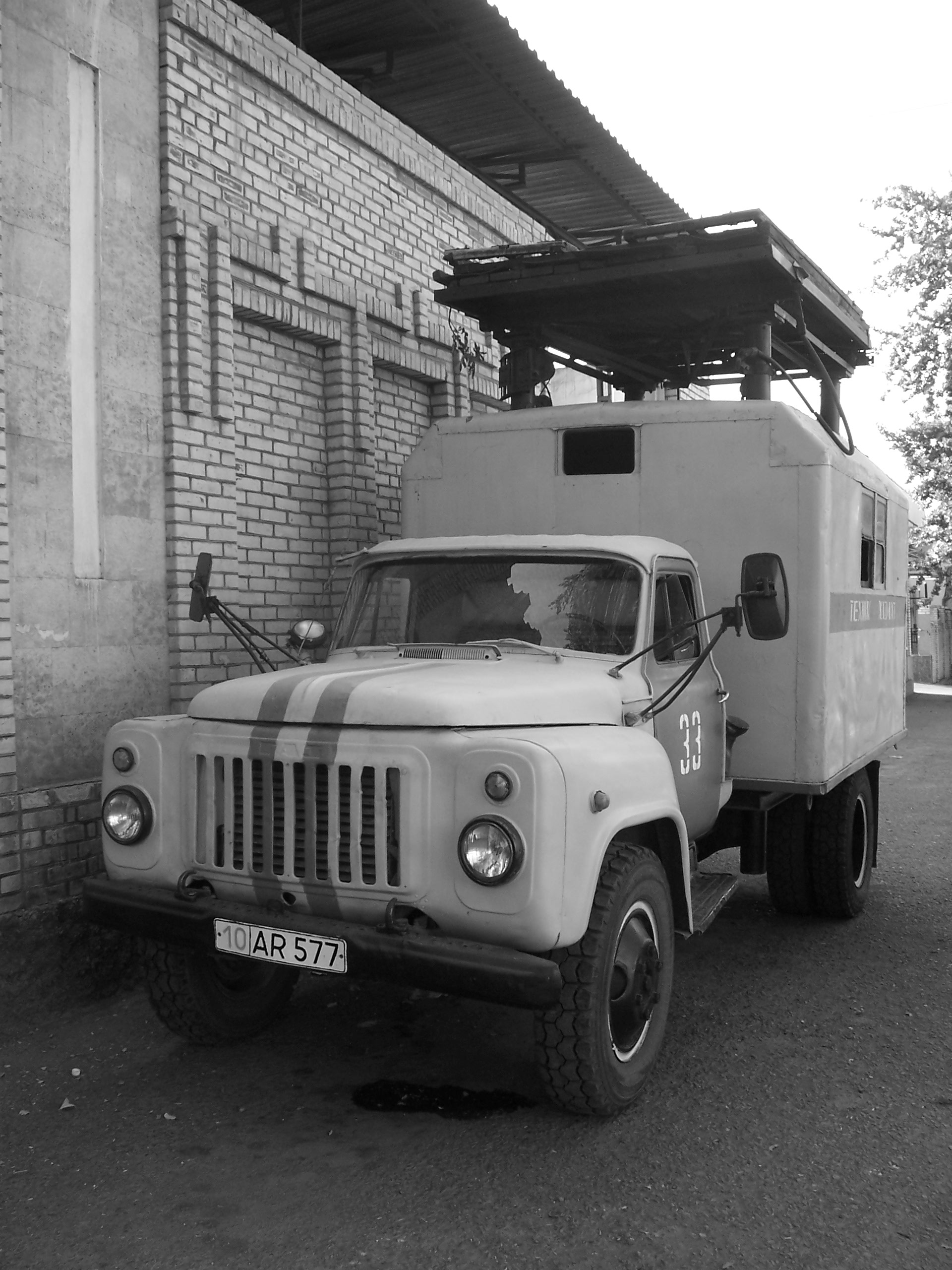
Camion GAZ à Tachkent.

Produit de 1939 à 1946 à 33 840 exemplaires, avec la base du GAZ AA, un moteur de 4 cylindres, de 30 chevaux, en configuration de 4x2, une charge utile de 1,2 tonne, et une vitesse maximale de 50 km/h.
- GAZ 410

Un camion avec une benne, produit de 1936 à 1946, avec un moteur de 4 cylindres, de 50 chevaux, une transmission à 4 rapports, un réservoir de 40 litres, 4,67 mètres de long, un empattement de 3,34 mètres, en configuration de 4x2, une charge utile de 1,2 tonne, une vitesse maximale de 70 km/h, et une consommation de 21 litres/100 km.
- GAZ 51

Petit camion utilisé comme gros pick-up, 5 tonnes de charge utile, renouvelé sous le nom de GAZ 52. Démarré en 1946, il sortira des chaînes durant trente ans, avec un moteur de 6 cylindres, de 70 chevaux, une transmission de 4 rapports, un réservoir de 105 litres, une consommation de 26,5 litres/100 KM, et 5,525 mètres de long, un empattement de 3,30 mètres, en configuration de 4x2, un poids à vide de 2,71 tonnes, une vitesse maximale de 70 KM/H, et en tracteur, du nom de GAZ-51P avec 4,95 mètres de long, un 2e réservoir de 90 litres, une vitesse maximale de 60 km/h, une consommation de 34 litres/100 km.
- GAZ 52

produit de 1966 à 1989, avec un moteur de 6 cylindres, de 75 chevaux, une transmission de 4 rapports, un réservoir de 90 litres, une consommation de 22 litres/100 km, 6,395 mètres de long, un empattement de 3,70 mètres, une vitesse maximale de 70 km/h, une charge utile de 2,5 tonnes et en configuration de 4x2.
- GAZ 53

avec le châssis du GAZ 52, équipé d'un moteur de 8 cylindres, de 115 chevaux, une transmission à 4 rapports, un réservoir de 90 litres, une vitesse de 80 km/h, une charge utile de 3,5 tonnes.
- GAZ 63

Un camion léger 4x4 de 2 tonnes, en production de 1948 à 1968, avec la base du GAZ 51 et un moteur de 6 cylindres de 70 chevaux, un 2e réservoir de 105 litres, une vitesse maximale de 65 KM/H, une consommation de 25 litres/100 KM, en configuration de 4x4, et en tracteur du nom de GAZ-63P avec la base du GAZ-51P et une consommation de 36 litres/100 KM.
- GAZ 66[49]

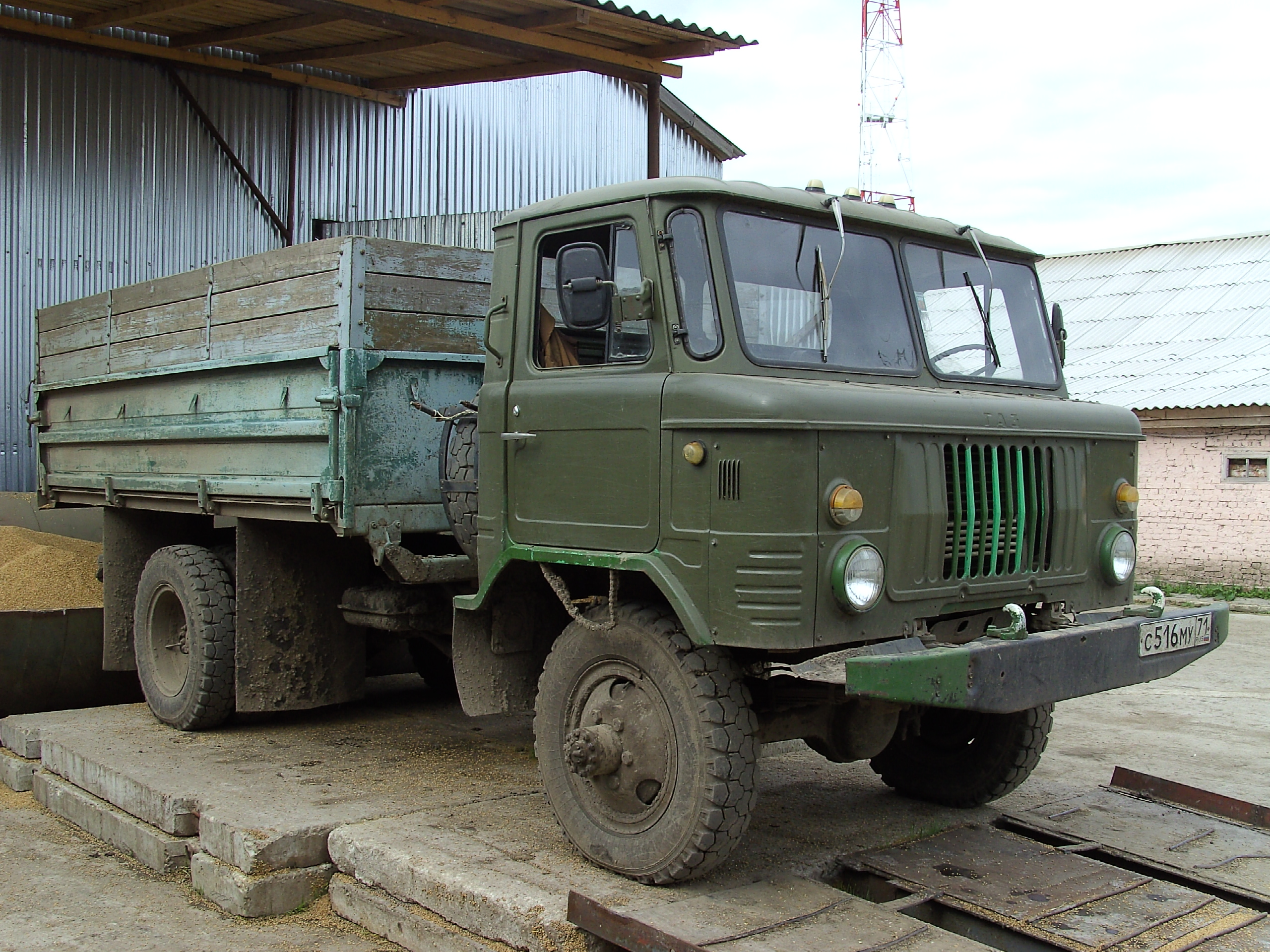
Le GAZ 66, premier grand camion du constructeur

Premier 3,5 tonnes, à cabine avancée 4x4, avec un moteur à essence de 8 cylindres, de 4,2 litres, une transmission à 4 rapports, 2 réservoirs de 105 litres, une vitesse de 90 km/h, une consommation de 24 litres/100 km, 5,655 mètres de long, un empattement de 3,33 mètres, sa production a duré de 1964 jusqu'à la fin des années 1980. Il est le premier camion à cabine avancée d'Union soviétique.
- GAZ S1

un camion avec une benne et une charge utile de 1,2 tonne, en configuration de 4x2, il fut produit de 1936 à 1946.
- UralAZ

C'est surtout cette filiale de GAZ qui produit l'essentiel des camions du groupe, surtout de gros gabarit, jusqu'à 12 tonnes. On note en particulier l'Ural 4320, produit depuis 1976.
- Valdaï

Le Valdaï (en russe : Валдай) est un camion léger qui reprend la face avant du van GAZelle.
Les camions GAZ, dû à la faible puissance et les capacités des véhicules, étaient destinés principalement pour des travaux locaux.

### Bus

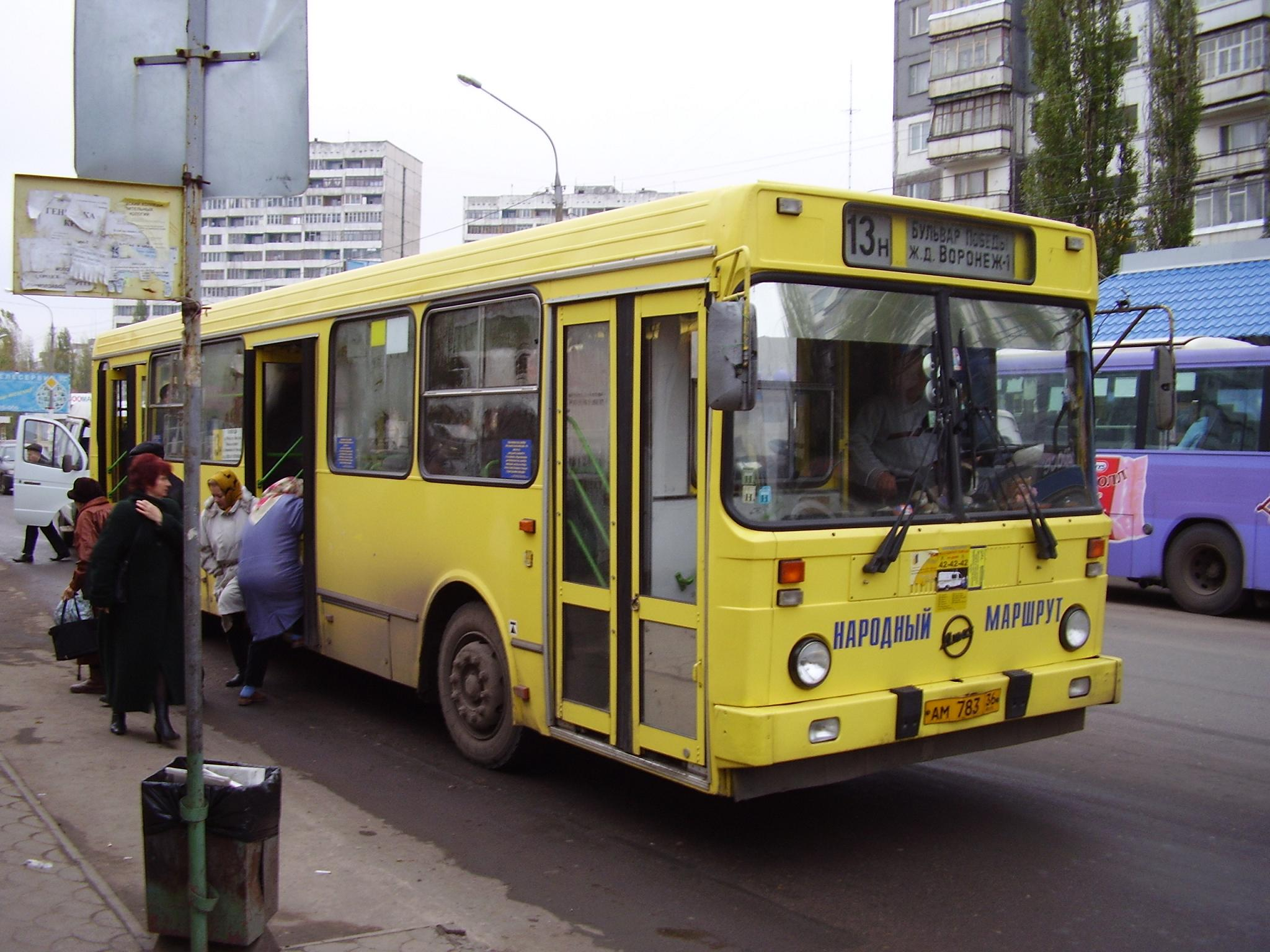
Un bus LiAZ 5256 à Voronej, un modèle ancien mais robuste

Le nombre de modèles de bus de GAZ Group est important, car il possède 5 filiales dédiées à cette production.
- GAZ 03-30

Bus produit à partir de 1942 avec 18 613 unités. Il servit pour l'acheminement des troupes sur le front en Crimée. Il reprend la base du GAZ AA.
- LiAZ 5256

Bus urbain de grande taille, lancé dans les années 1980, à trois entrées.

### Matériel militaire
Le complexe militaro-industriel soviétique, puis russe, est si important qu'un constructeur automobile, comme GAZ, y participait pleinement. De ce fait, la plupart des véhicules civils avaient un usage militaire, comme le camion GAZ 66. Toutefois, GAZ a développé des produits spécifiquement pour l'armée.
- GAZ BA-10M

Un véhicule blindé sur roues à cabine ouverte, produit de 1938 à 1941, avec la base du GAZ-AA, 4, 6,55 mètres de long, en configuration de 6x4, un poids de 5,14 tonnes, un blindage de 15 MM, une vitesse réduite à 53 km/h, équipée d'une radio, d'armes, un de 45 MM et de 2 fusils de 7.62 MM DT, monté sur une tourelle, avec un équipage de 4 personnes, dû à sa faible vitesse, ce modèle fut utilisé sporadiquement lors de la Seconde Guerre mondiale.
- GAZ 46MAV amphibie

Produits de 1952 à 1955, avec la base du GAZ 69, 4x4, 5 places, 4,93 mètres de long, jantes de 16 pouces, un poids de 1 850 kg, une vitesse maximale de 90 km/h (route), 9 km/h (sur l'eau), autonomie 500 km (route), ou 6 heures de navigation.
- GAZ 64

Voiture tout-terrain assemblée de 1941 à 1943 avec 684 unités produite. Elle fut remplacée par la GAZ 67.
- GAZ 67

Produit de 1943 à 1953 avec 92 843 exemplaires produits, 4x4, 4 places, un moteur de 4 cylindres de 3,28 litres, de 54 chevaux, une transmission à 4 rapports, 3,35 mètres de long, un empattement de 2,10 mètres, jantes de 16 pouces, un réservoir de 70 litres, une consommation de 15 litres aux 100 km, en pointe de 90 km/h, un poids de 1 320 kg.
- GAZ 69

Produit de 1953 à 1972 avec 634256 eemplaires, 4x4, 2 portes, 8 places (ou 2 places avec 500 kg de chargement), cette dernière version servant de base de lancement pour le spécialiste russe du tout-terrain, UAZ, aussi une version de commandement de 4 portes 5 places, aussi GAZ 69 eut différentes versions : radiostation, porteur de roquette antichar, balayeuse de rue, et fut utilisée par les pompiers et les policiers pour le transport de prisonniers, et pour le forage, aussi le GAZ 69 fut fabriqué en Roumanie. Caractéristiques techniques : un moteur de 4 cylindres de 55 chevaux, une transmission à 3 rapports, 3,85 mètres de long, un empattement de 2,30 mètres, une vitesse maximale de 90 km/h,
- GAZ 05-193

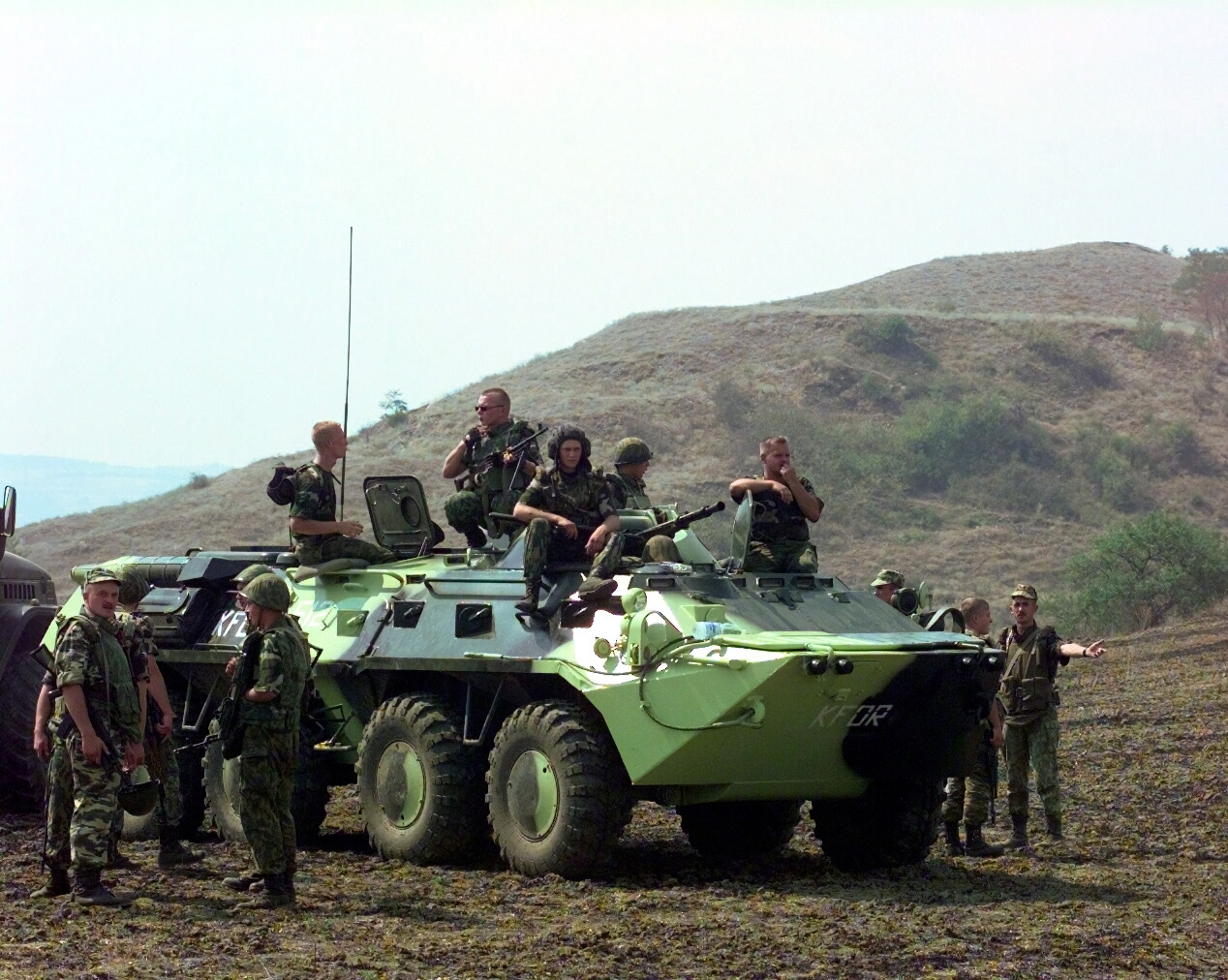
Un BTR-80 de l'armée russe au Kosovo, construit par GAZ

Bus militaire de 1942 basé sur le GAZ 03-30 civil. Il est équipé de quatre roues à arrière, l'une derrière l'autre. Il est parfois monté sur chenilles, et quelquefois blindé.
- BTR-60

Véhicule de transport de troupes amphibie à 8 roues motrices. Lui succéderont les BTR-70 et BTR-80, ce dernier étant toujours commercialisé.
- Chars d'assaut

GAZ fournit les moteurs et participe à la conception des chars d'assaut T-60, T-70.
- GAZ 3937

Véhicule blindé léger, appelé aussi Vodnik (en russe : Водник), produit depuis 1999 par ArzamasMZ, filiale de GAZ.

### Divers
- Matériel de chantier

GAZ produit un camion spécifique pour les chantiers, le GAZ 93, des pelleteuses, des bulldozers, des excavateurs, des grues sur camions, des remorques, des engins de terrassement, des chariots (travaux, levage), des niveleuses, des machines pour la découpe et le transport du bois, et des engins pour l'exploitation de mines, avec une charge utile de 2 tonnes, un moteur de 6 cylindres de 70 chevaux, une transmission de 4 rapports, un réservoir de 90 litres, une consommation de 20 litres/100 km, 5,24 mètres de long, un empattement de 3,30 mètres, en configuration de 4x2, un poids à vide de 3 tonnes, une vitesse maximale de 70 km/h.
- Véhicule à chenilles

Engins de transport spécifiquement pour les régions enneigées et glacées.
le GAZ 60, produits de 1938 à 1942, avec la base du GAZ-AA, une vitesse réduite à 35 km/h, une consommation de 57 litres/100 km, un poids à vide de 3,52 tonnes.
- Ambulance

La GAZ 55 est une camionnette, pour l'armée, avec la base du GAZ-AA, un moteur de 4 cylindres de 50 chevaux, 5,425 mètres de long, La Volga connaît également une version ambulance.

## GAZ dans la culture
- Politique

Le Président russe Vladimir Poutine était propriétaire d'une Volga, dans sa première carrosserie, la M21 et qui fut sa première voiture : il en a symboliquement conduit une sous l'œil des caméras et des photographes lors d'une rencontre avec George Bush en mai 2005,.
- Jeu vidéo

Dans la version PC du jeu Grand Theft Auto: San Andreas, certains amateurs ont développé des mods introduisent des véhicules GAZ, dont le tout-terrain GAZ 69, la Pobeda en version pick-up, ou enfin la M24 en versions classique et police.
- Cinéma[53]

Les voitures GAZ ont été utilisées logiquement dans la plupart des films réalisés durant la Guerre froide ou dont le scénario se situe dans les pays du camp socialiste, comme Octopussy (James Bond), Le Quatrième Protocole, ou bien Twist again à Moscou, car elles faisaient partie de l'ambiance. Les films situant l'action en Russie contemporaine s'en servent également : la Volga 3110 est particulièrement mise en valeur dans La Mort dans la peau où le héros, Jason Bourne, est à son volant lors d'une course-poursuite dans Moscou.
Cependant, de façon plus surprenante, quelques films récents la mettent en scène hors de l'ex-URSS. On peut citer Le Pacificateur, Le Vélo de Ghislain Lambert, ou encore Hostel.
Mais c'est dans L'Éclair noir que la marque au renne connait la consécration, faisant du modèle M21 le sujet principal du film, voiture volante fruit des recherches de scientifiques soviétiques, mise au service de son jeune conducteur pour combattre la criminalité à Moscou.